# Palau Episcopal de Múrcia
El Palau Episcopal de Múrcia (Regió de Múrcia, Espanya) és un edifici històric situat en el nucli antic de la ciutat, seu oficial de la Diòcesi de Cartagena. Edificat al segle segle xviii, avui és un dels immobles més importants del patrimoni monumental de la ciutat de Múrcia.

## Història

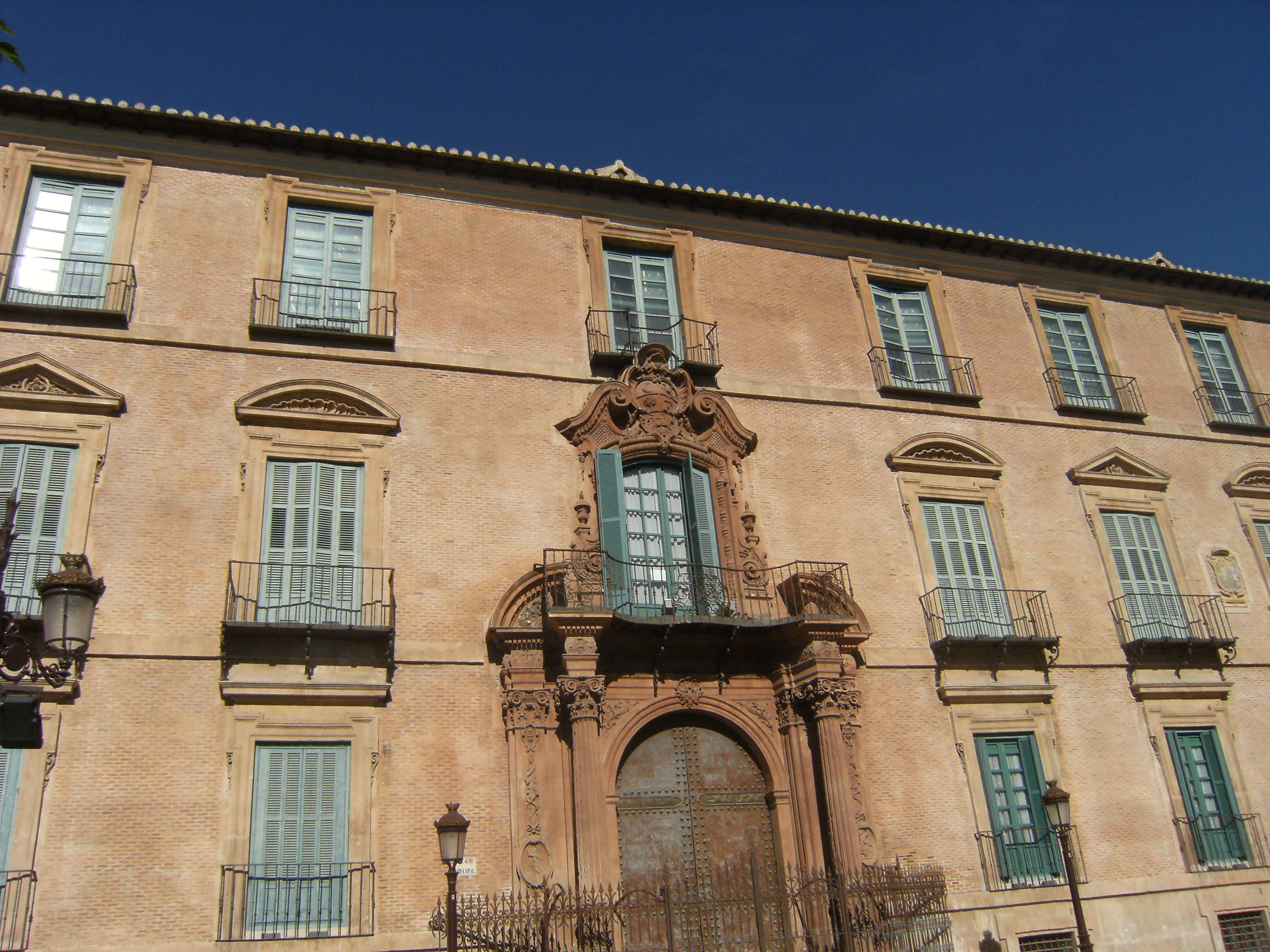
Façana de la Glorieta.

El primitiu Palau Episcopal de Múrcia es trobava fins a mitjans del segle [xviii en la mansana configurada pels carrers Salzillo, per l'oest, carrer Azucaque, pel nord, Polo de Medina, per l'est, i l'actual plaça de Belluga, pel sud. Aquell primitiu palau renaixentista ocupava gran part del que avui és l'esmentada plaça de Belluga, creada arran de la reforma urbanística dels voltants de la Catedral després de la construcció de la nova façana principal del temple -o imafront- entre 1738 i 1754.
Una vegada derrocat el vell palau es va pensar a construir un de nou en el solar que fins llavors ocupava el palau de l'Avançat Major del Regne de Múrcia, just enfront de l'emplaçament anterior i que va quedar presidint la nova plaça de Belluga després de la reforma urbana.
L'actual Palau Episcopal va iniciar la seva construcció al juny de 1748, impulsada pel bisbe Juan Mateo, amb mestres locals vinculats a Jaime Bort, com Pedro Pagán, José Alcani i Martín Solera.
En 1757 les obres prosseguien molt lentament, per la qual cosa el cabildo catedralici va sol·licitar al bisbe Diego de Rojas i Contreras que busqués un nou director de les obres en la Cort, on es trobava el bisbe. Allí va sol·licitar un projecte que va ser revisat per José López -deixeble de Bort-, que va ser qui realment va estar al capdavant de les obres.
Després d'una nova paralització dels treballs en 1761, Baltasar Canestro -arquitecte d'origen italià- es va fer càrrec del projecte en 1765, concloent-se el cos de l'obra en 1768.
Durant la Guerra d'Independència Espanyola, quan les tropes franceses del general Soult van entrar en Múrcia sotmetent-la a un brutal saqueig, van utilitzar el palau Episcopal com a Caserna General.
Així mateix, quan la ciutat va rebre la visita d'Isabel II en 1862, el palau va servir de residència a la monarca, igual que quan Alfons XII va viatjar a Múrcia davant els tràgics efectes de la riuada de Santa Teresa de 1879.

## Arquitectura
El palau Episcopal és un clar exemple de l'estil rococó, de planta quadrada, entre italià i francès de sobris volums i delicada gràcia decorativa evident en les seves portades.
Va ser Baltasar Canestro qui va aportar la riquesa d'escuts frontals, corbs i triangulars, els detalls dels frisos i la decoració al fresc; sobretot en la façana principal, molt del gust italià.

### La façana principal
L'esmentada façana principal, que dona a la plaça de Belluga, just al costat de la Catedral, compta amb pilastres jòniques flanquejant l'arc d'entrada que està coronat per una gran balconada decorada amb l'escut del Bisbe Rojas i Contreras. Les dues portes laterals d'aquesta mateixa façana són més simples però amb una traça més moguda; una d'elles -la de la dreta- és la porta de la preciosa capella del palau, joia del barroc en la seva transició al rococó.

### La façana de la Glorieta
La portada posterior orientada cap al riu Segura està dividida en dues parts en forma de L: el conegut popularment com a Martell, pensat com a mirador al riu i els seus antics jardins i com a tancament arquitectònic del passeig de l'Arenal -actual La Glorieta-, espai urbà construït en el segle xviii. I la façana posterior del palau, alineada amb els altres edificis de la plaça, com el contigu ajuntament La portada d'aquesta última façana és d'una factura excepcional i compta amb una artística reixa que la protegeix.

### El claustre i la capella
El claustre o pati del palau té dos cossos. El primer és d'arcs de mig punt entre pilastres toscanes. El segon cos compta amb pilastres jòniques que sostenen balconades elegantment decorades amb medallons de bisbes i frisos rococó.
Un altre espai de gran qualitat és l'escales principal que dona accés des del claustre porticat a la primera planta del palau, on es troben els retrats de tots els bisbes de la Diòcesi de Cartagena des de la seva fundació.
La ja esmentada capella del palau és de planta circular amb pilastres corínties i cornisa rococó. La capella va ser inaugurada pel bisbe Manuel Rubín de Celis, el 18 de febrer de 1774.

## Galeria

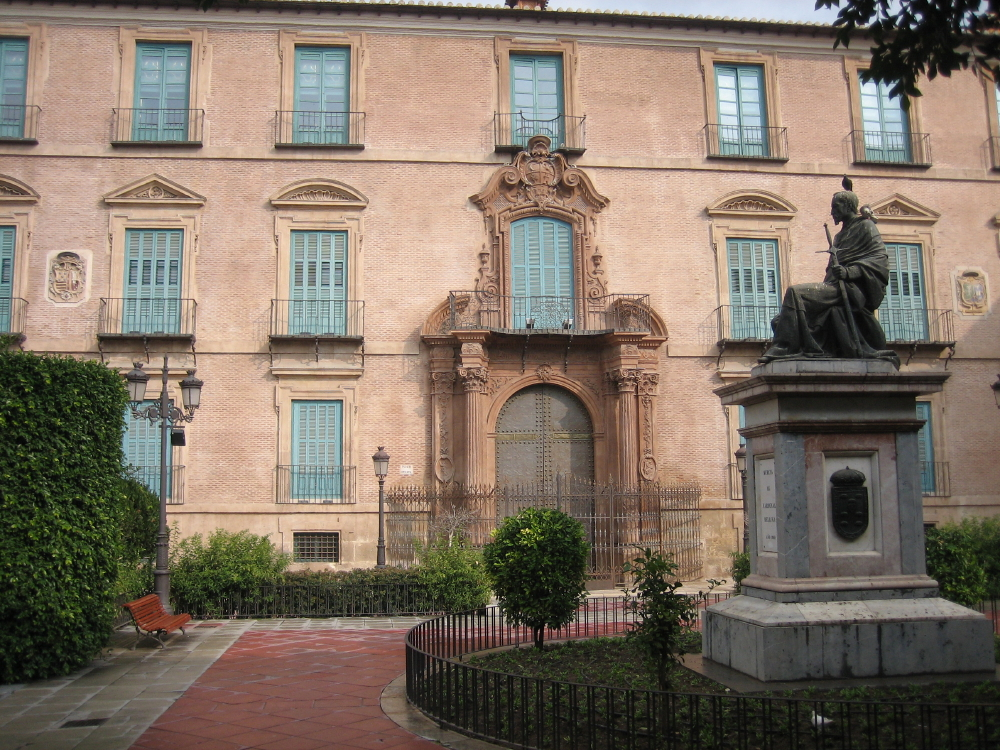
Façana de la Glorieta.
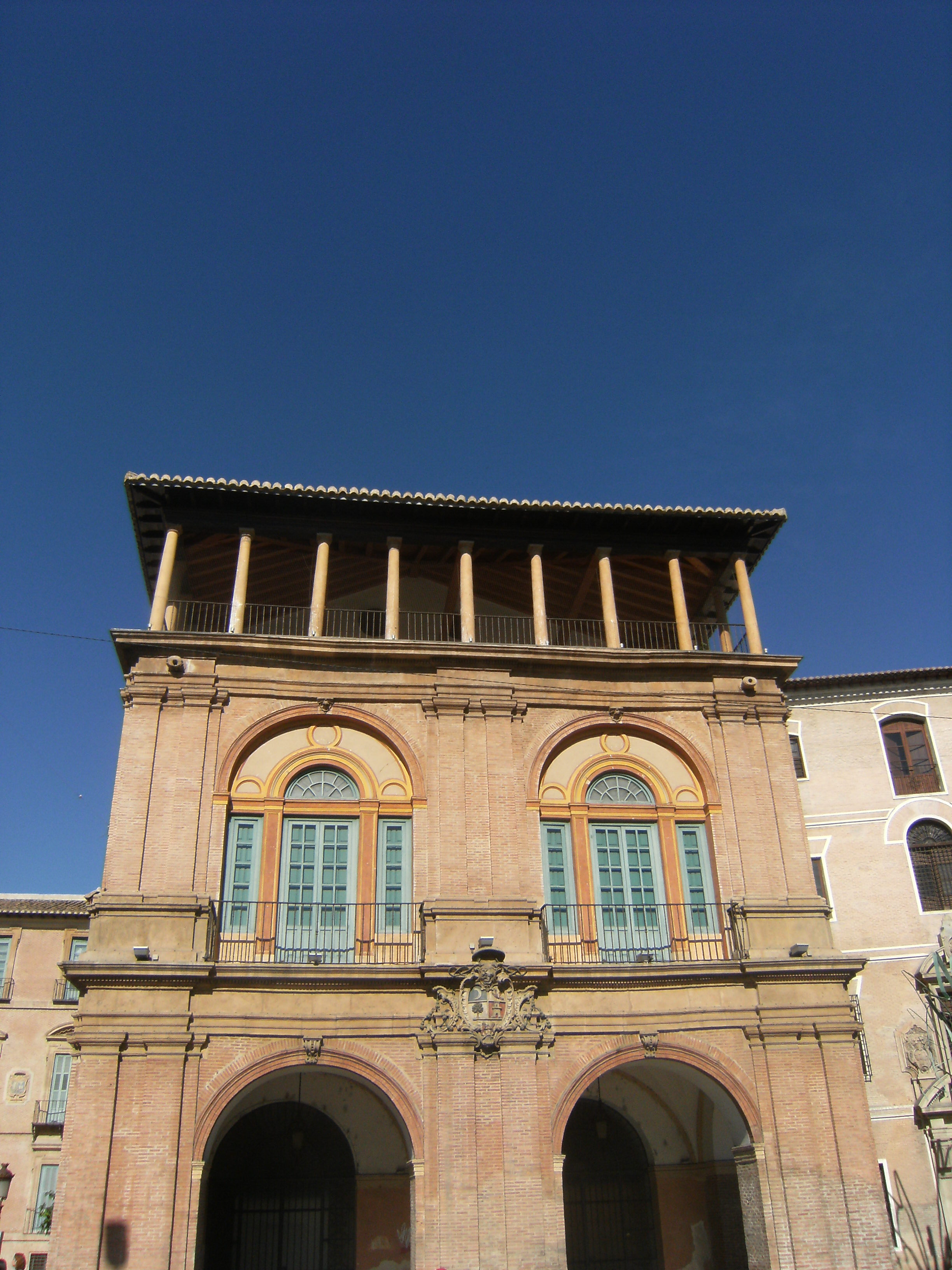
El Martell o mirador del Bisbe.
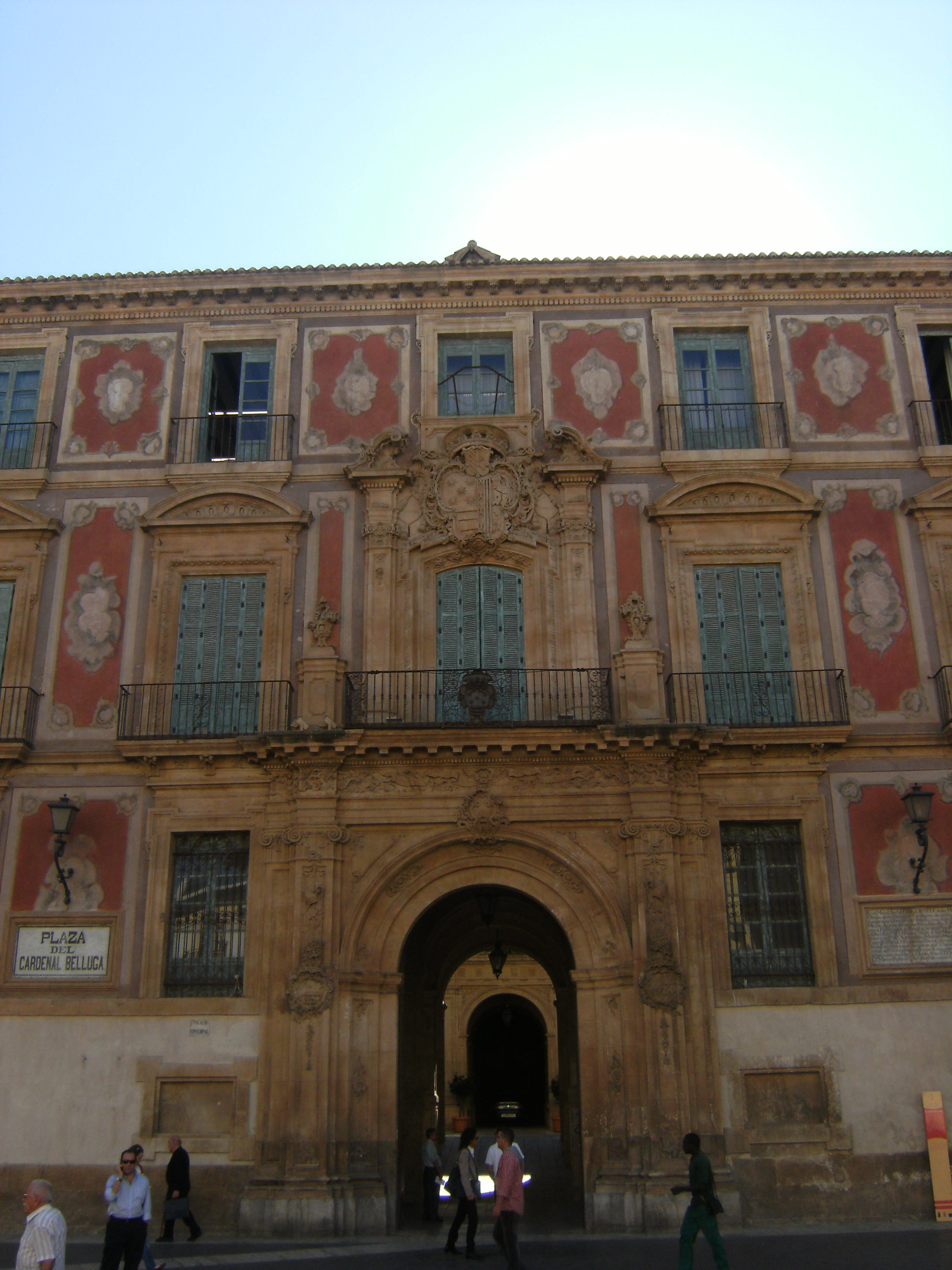
Portada principal del palau Episcopal de Múrcia.
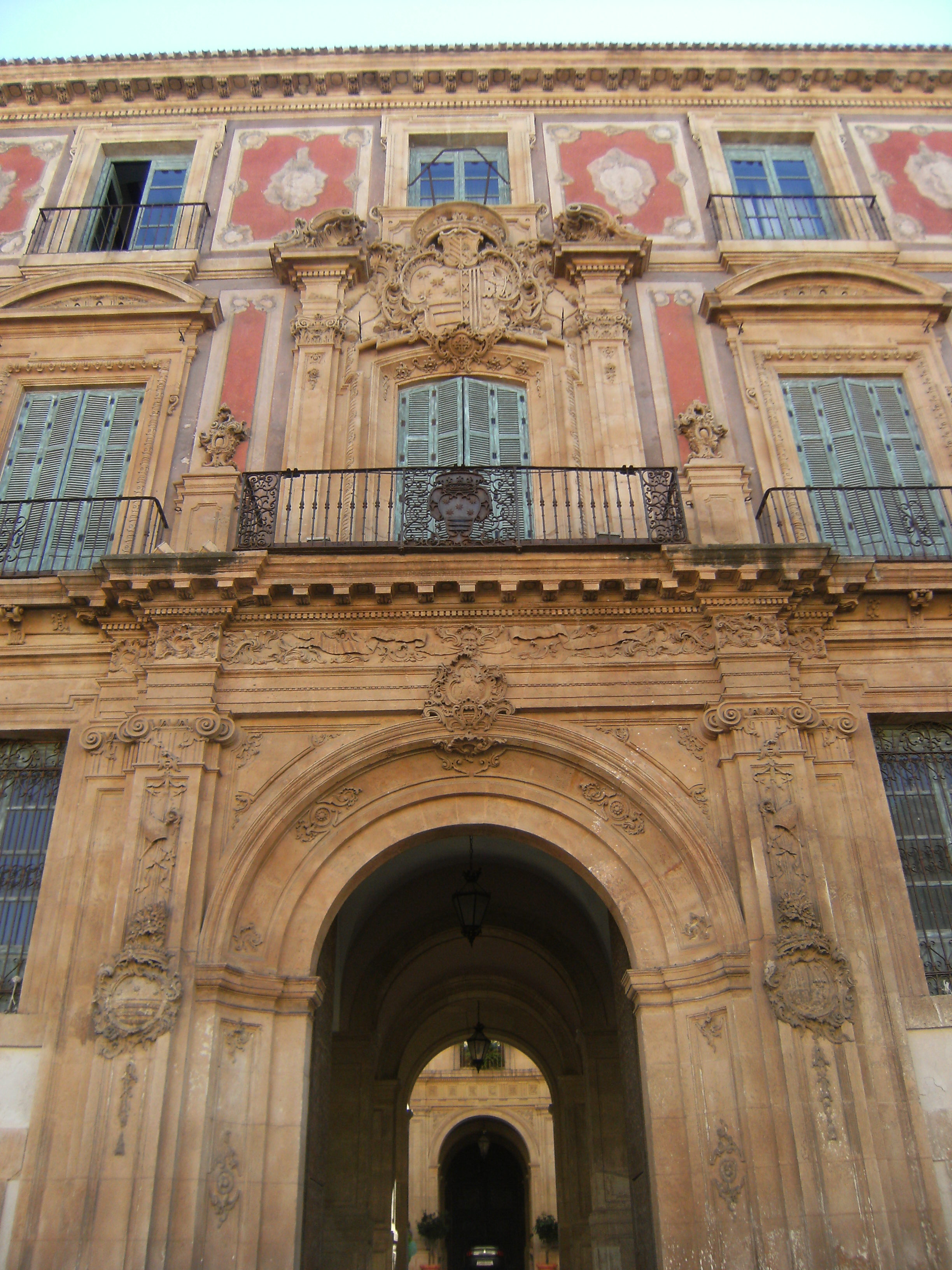
Detall de la portada principal amb el claustre al fons.
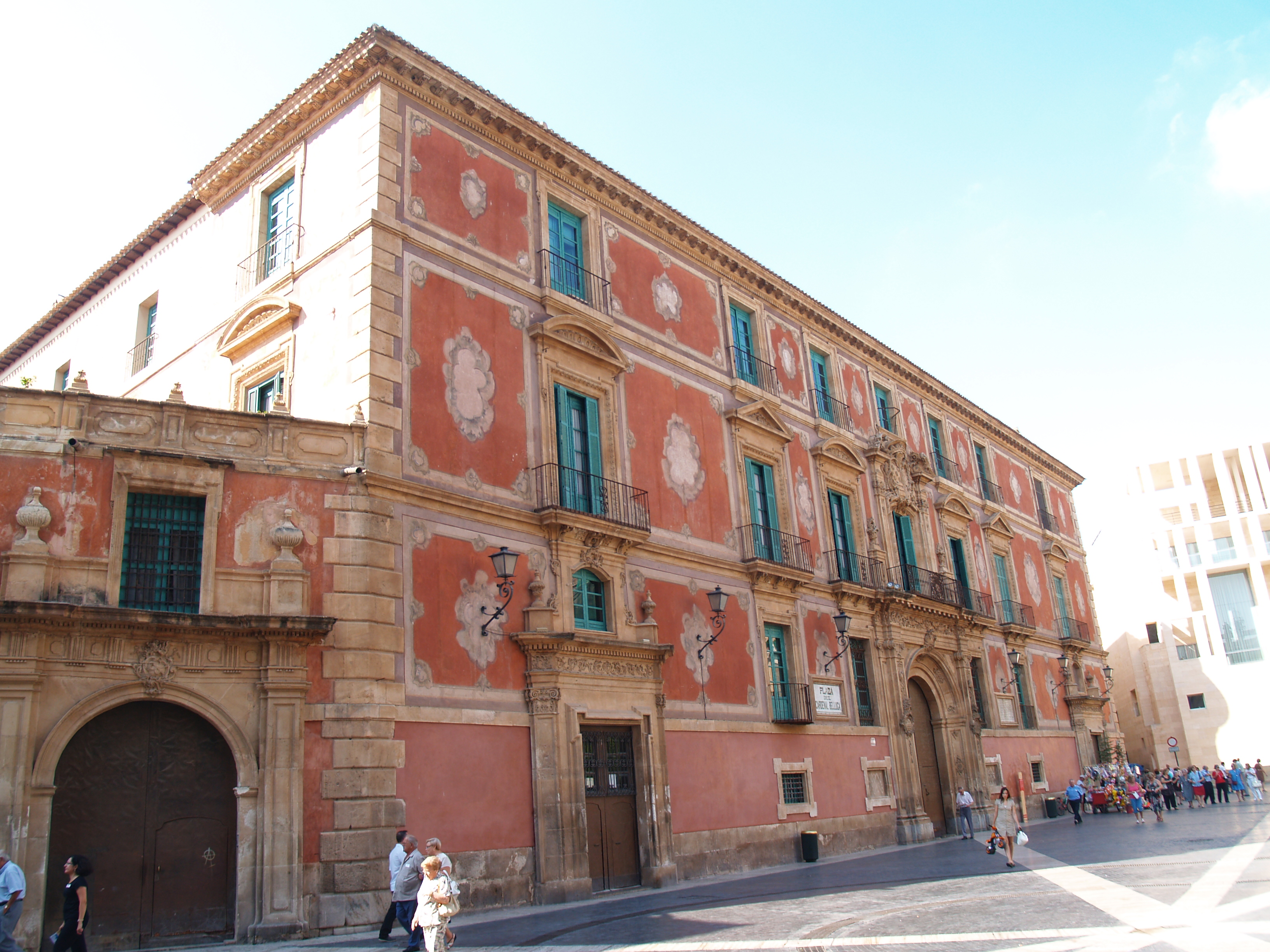
Imatge lateral de la façana principal del palau.
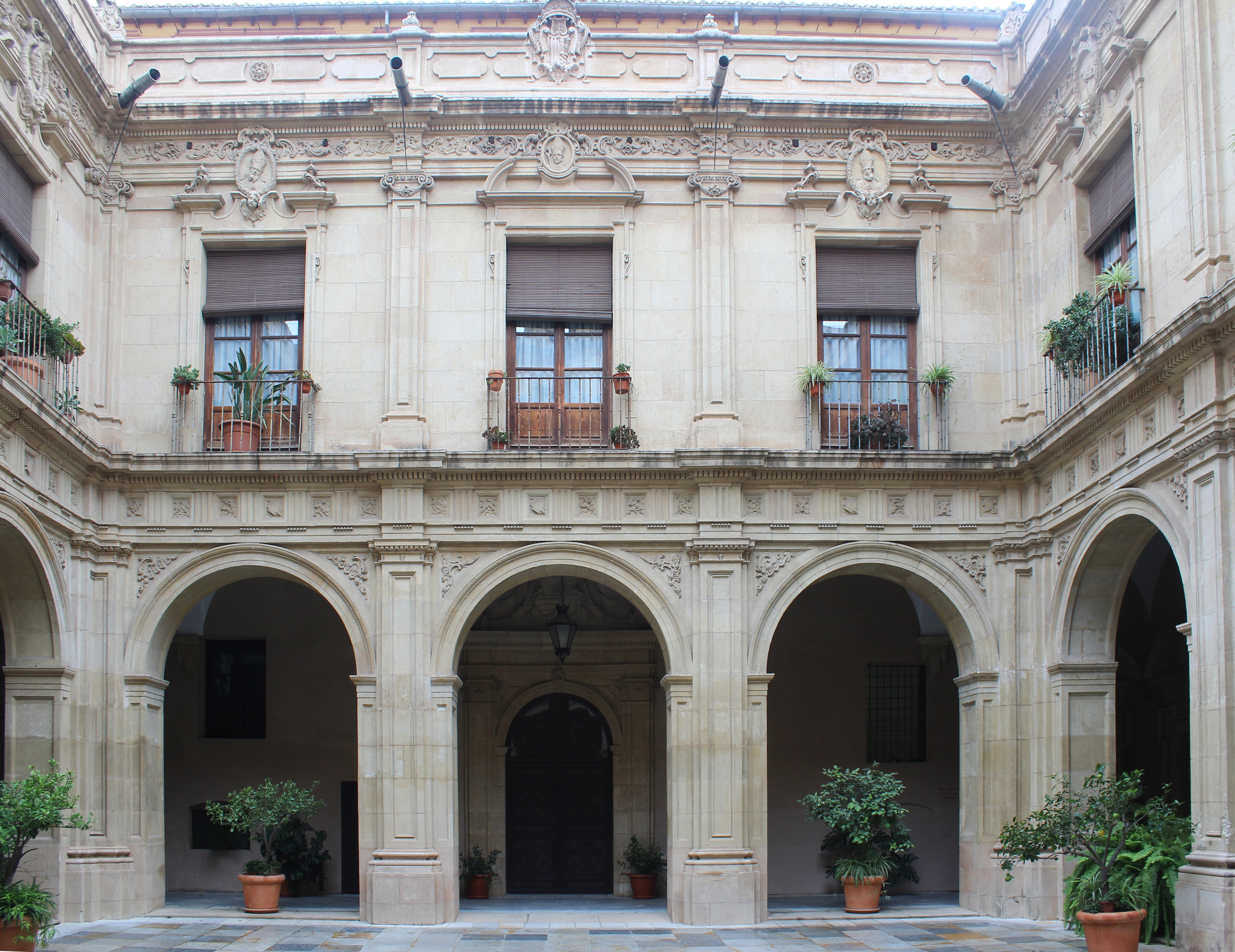
Claustre.
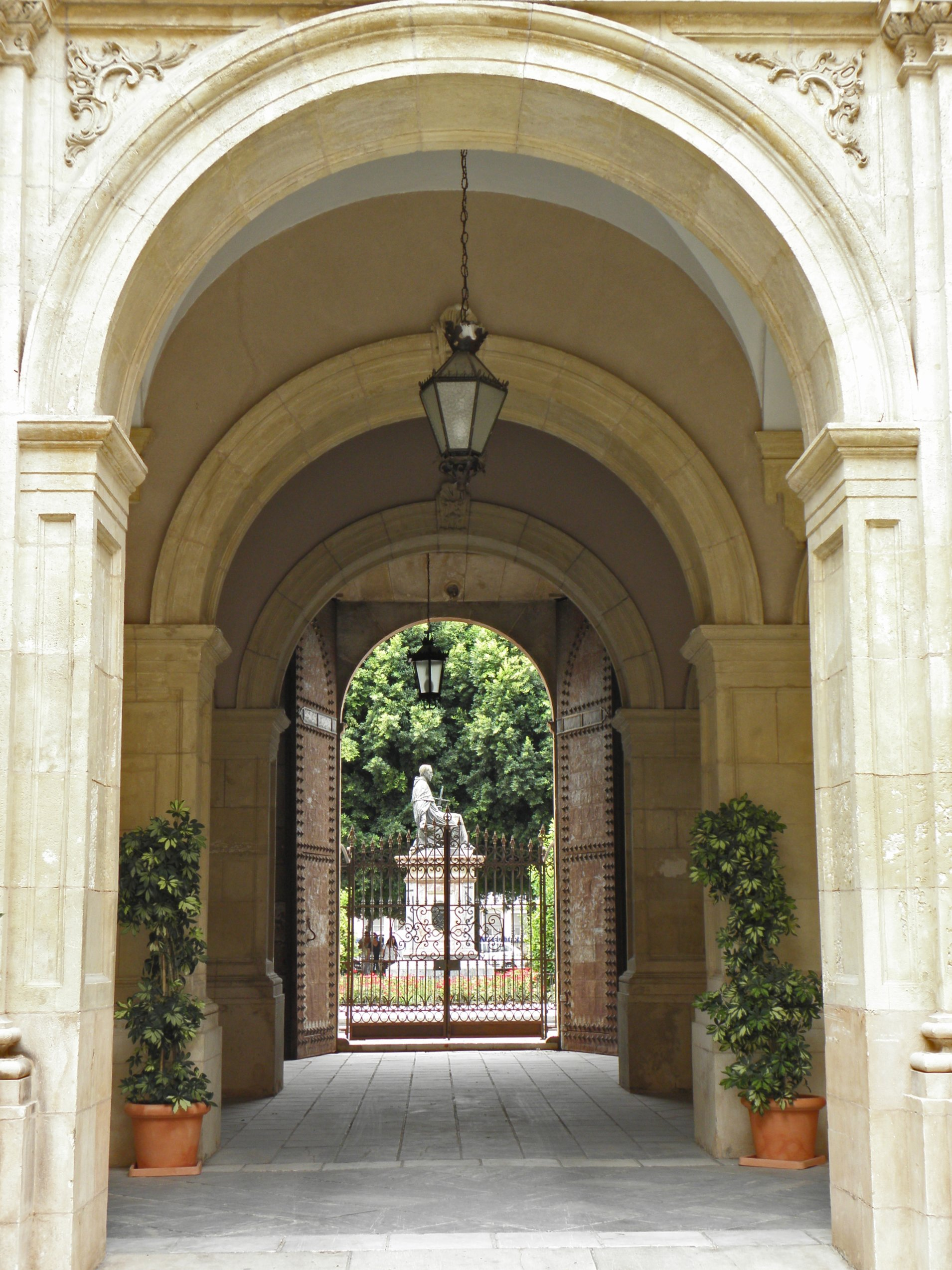
Vista de la Porta de la Glorieta i de l'estàtua del Cardenal Belluga des del claustre.
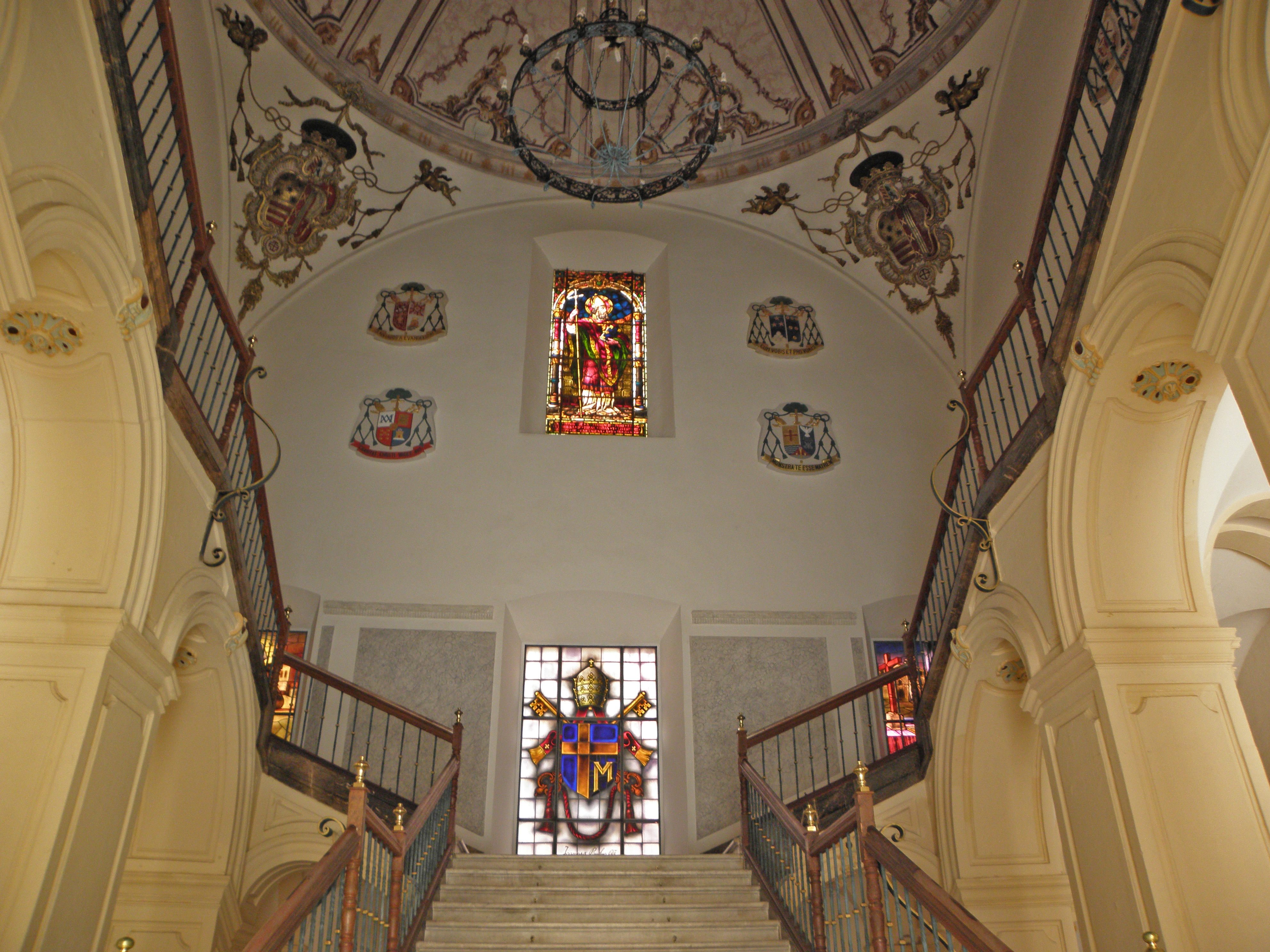
Escala del palau.